# Тарново (Лобезький повіт)
Тарново (пол. Tarnowo) — село в Польщі, у гміні Лобез Лобезького повіту Західнопоморського воєводства.
Населення — 39 осіб (2011).
У 1975—1998 роках село належало до Щецинського воєводства.

## Демографія
Демографічна структура станом на 31 березня 2011 року:
|          | Загалом | Допрацездатний вік | Працездатний вік | Постпрацездатний вік |
| -------- | ------- | ------------------ | ---------------- | -------------------- |
| Чоловіки | 21      | 1                  | 17               | 3                    |
| Жінки    | 18      | 3                  | 7                | 8                    |
| Разом    | 39      | 4                  | 24               | 11                   |